# Округ Читенден (Вермонт)
Читенден (енгл. Chittenden County) је округ у америчкој савезној држави Вермонт.

## Демографија
По попису из 2010. године број становника је 156.545, што је 9.974 (6,8%) становника више него 2000. године.
| Група             | 2000.           | 2010.           |
| Белци             | 138.422 (94,4%) | 142.848 (91,3%) |
| Афроамериканци    | 1.328 (0,9%)    | 3.319 (2,1%)    |
| Азијати           | 2.914 (2,0%)    | 4.399 (2,8%)    |
| Хиспаноамериканци | 1.561 (1,1%)    | 2.856 (1,8%)    |
| Укупно            | 146.571         | 156.545         |